# Lili Scratchy
Lili Scratchy est le pseudonyme de Frédérique Bellier, auteure et illustratrice de livres pour la jeunesse née le 7 juillet 1969 à Orléans. 

## Biographie
Frédérique Bellier a été diplômée l’ECV (École de communication visuelle). Elle a ensuite travaillé pour des univers professionnels très variés : d'abord graphiste dans le textile et les vêtements, puis  l'illustratrice pour l’édition, la presse, la papeterie, les jeux de société, et la céramique. Elle se caractérise par des couleurs très vives. Dans ses sources d'inspiration : l'univers enfantin, l’art brut et le design japonais. Après avoir passé 20 ans à Montreuil,elle vit actuellement à Plouneour Brignogan Plages,,,,,

## Ouvrages
Elle a illustré et écrit de nombreux livres,
- Lulu magazine 2 (1999)
- Le grand livre du petit pain (2000)
- À l'eau, grenouille ! (2000)
- À l'eau, poisson ! (2000)
- Tout doux mon doudou (2001)
- L'histoire peu ordinaire de monsieur Tichaut (2002)
- L'histoire d'amour extraordinaire de Juliette de la Chevillette (2003)
- Signes de Noël (2004)
- La soupe de bébé (2007)
- Firmin Latouche (2007)
- Wondercrotte (2008)
- Crazy coloriages (2009)
- Pivoine ne sait pas dire non ! (2010)
- Mon méli-mélo très très rigolo (2010)
- Chatofou (2010)
- Foufou coloriage (2010)
- Incognito a peur du noir ! (2010)
- Mon méli-mélo très très rigolo (2010)
- Moumoute n'est pas une fille ! (2010)
- La courgette, c'est chouette (2011)
- Popdouwizz (2013)
- La grande petite bibliothèque de Rose et Émile (2013)
- Chez Lili (2014)
- Bingo ! (2015)
- Mon petit paradis (2018)
- La grande aventure du langage (2019)
- Détective Bernique (2020)
- Détective Bernique ne se trompe jamais (2021)
- Détective Bernique dans tous ses états (2022)
- Lapin bonheur (2023)